# 尼嘉·佐漢
尼嘉·佐漢中將，是一名巴基斯坦陸軍軍官。 她是巴基斯坦軍隊歷史上第一個達到中將級別的女性軍人。 也是巴基斯坦國內第三個晉升少將軍銜的女性。也是迄今為止穆斯林國家中擁有最高軍銜的女性。她屬於巴基斯坦陸軍醫療隊，現時擔任巴基斯坦陸軍外科部部長和陸軍醫療隊指揮官。除了她之外，其他五名女少將沙希達·巴德沙、沙希達·瑪麗、塞拉·巴凱、阿貝拉·喬杜裏和沙齐亞·尼莎也屬於巴基斯坦陸軍醫療隊。
2015年，她發表了一個表彰巴基斯坦武裝部隊女性的軍種間公共關係的視頻。 當時，她是拉瓦爾品第聯合軍事醫院的副院長。 在視頻中，她說，“巴基斯坦是我的國家，我出生在這裡。我在這裡長大，我認為世界上任何地方都比不上巴基斯坦。”同時她補充道，“想想所有穆斯林國家，想想所有發展中國家。這是唯一一個有女性軍官的穆斯林國家。除了這沒有其他穆斯林國家能做到這一點。”她補充道。

## 早年生活
尼嘉·佐漢出生在巴基斯坦開伯爾-普赫圖赫瓦省斯瓦比區潘傑皮爾村的一個普什圖族家庭。 她的父親卡迪是一名陸軍上校。她的叔叔莫哈末·阿米尔是一名少校。曾在三军情报局任职。1989年，她的父母和兩個妹妹都死於一場車禍。  尼嘉的丈夫佐漢是一名工兵，2019年因癌症去世。
1978年，尼嘉通過拉瓦爾品第的演講修道院女子高中完成了她的學業。 她於1981年加入巴基斯坦陸軍醫學院（AMC），1985年畢業。 她是陸軍醫學院第五届MBBS班的學生，曾在同一所學院擔任艾莎連的連長。 2010年，她完成了巴基斯坦內科和外科醫師學院的會員資格考試。 2012年，她通過武裝部隊研究生醫學院完成了她的高級醫療管理文憑，並於2015年獲得了該學院的公共衛生碩士學位。

## 軍事生涯
2020年6月30日，她被提升為中將，並被任命為巴基斯坦陸軍衛生局局長。 2015年，她擔任拉瓦爾品第聯合軍事醫院的副院長。 2017年2月9日，尼嘉是被提升為少將軍銜的37名準將之一。 她的晋昇是在陸軍參謀長卡马尔·贾韦德·巴傑瓦將軍主持的陸軍遴選委員會會議上準予的。 她曾擔任陸軍醫學院副校長。 現時，她是巴基斯坦軍隊的衛生部長和陸軍醫療隊的上校指揮官。 她還擔任過拉瓦爾品第巴基斯坦聯合軍事醫院的院長。

## 影視形象
瑪希拉·罕在一部2021年的烏爾都語傳記電視片Aik Hai Nigaar中飾演尼嘉，這是一部關於她生活的傳記電視片。 這部電視片由導演阿南·沙華執導，於2021年10月23日在電視台首映。